# Tarik Moukrime
Tarik Moukrime, né à Verviers le 3 mars 1992, est un athlète belge spécialisé dans le demi-fond.

## Biographie

### Jeunesse
Il participe  à Tampere aux EYOF (European Young Olympic Festival) en 2009 ou il est victime d'une chute. Il possédait alors la meilleure performance de l'année sur 1500m,.
Tarik Moukrime a remporté divers titres en catégorie jeune en 1500m et cross country dont le champion de Belgique scolaire,.
Il a participé au 1500 m aux championnats du monde juniors d'athlétisme, aux championnats d'Europe juniors et aux championnats d'Europe U23,.

### Sénior
Il gagne en 2013 son premier titre national sénior au 1500m en salle.
En 2014, Moukrime améliore ses records personnels sur le 800m et le 1500m. Sur les deux distances, il atteint également les minima pour les Championnats d'Europe d'athlétisme Zurich.
Après cette prestation, il a dû mettre sa carrière en pause à la suite du diagnostic d'un cancer des testicules et abandonne son espoir d'aller aux jeux olympiques de Rio.
Par la suite en 2016, à 24 ans, il quitte la Belgique pour suivre ses entrainements à Reims en France sous la direction de Farouk Madaci,.
En 2017, il gagne le championnat de France de cross court à Saint-Galmier.
En 2018, en plus de sa carrière athlétique, il se présente aux élections communales à Verviers sur les listes CDH.
Il n'arrivera plus à égaler ses records sur 1500m et arrête sa carrière en 2021 pour la reprendre en 2022.
Il se qualifie pour les championnats d'Europe à Munich ou il n'arrive pas à gagner une place en finale. Ce sera sa dernière compétition car il annonce, à la suite de sa non-qualification en finale, la fin de sa carrière.

### Clubs
Il a commencé sa carrière athlétique au Herve Athlétique Club pour ensuite s'affilier au RFCL. Par la suite, il sera intégré dans le club français de Reims et au Royal Excelsior Sport Club Brussels pour enfin terminer sa carrière dans le club de Seraing.

## Championnat de Belgique
| Épreuve | Temps   | Place | Lieu | Année |
| ------- | ------- | ----- | ---- | ----- |
| 1500m   | 3:50:26 | 1er   | Gand | 2013  |
| 1500m   | 3:44:23 | 2e    | Gand | 2014  |
| 1500m   | 3:56:39 | 1er   | Gand | 2016  |
| 1500m   | 3:43:46 | 1er   | Gand | 2018  |

| Épreuve | Temps   | Place | Lieu      | Année |
| ------- | ------- | ----- | --------- | ----- |
| 1500m   | 3:54:61 | 2e    | Bruxelles | 2013  |
| 1500m   | 3:52:52 | 2e    | Bruxelles | 2014  |

## Championnat d'Europe
| Épreuve | Temps   | Place | Lieu   | Année |
| ------- | ------- | ----- | ------ | ----- |
| 1500m   | 3:47:33 | 8ème  | Zürich | 2014  |
| 1500m   | 3:41.46 | 21ème | Munich | 2022  |